# FK Altyn Asyr
El FK Altyn Asyr es un equipo de fútbol de Turkmenistán que milita en la Ýokary Liga, la liga de fútbol más importante del país.

## Historia
Fue fundado en el año 2008 en la ciudad de Asjabad y sus logros más importantes han sido ocho títulos de liga, 5 títulos de copa y ocho supercopas. 
A nivel internacional ha participado en siete torneos continentales, donde su mejor participación ha sido en la Copa AFC 2018 en la que fue finalista.

## Palmarés
- Ýokary Liga: 8

2014, 2015, 2016, 2017, 2018, 2019, 2020, 2021
- Copa de Turkmenistán: 5

2009, 2015, 2016, 2019, 2020
- Supercopa de Turkmenistán: 8

2015, 2016, 2017, 2018, 2019, 2020, 2021, 2022
- Copa Presidente de Turkmenistán: 2

2010, 2011

## Participación en competiciones de la AFC
| Temporada | Torneo                   | Ronda                | Club                | Casa | Visita | Global   |
| --------- | ------------------------ | -------------------- | ------------------- | ---- | ------ | -------- |
| 2015      | AFC Cup                  | Preliminar           | Shabab Al-Dhahiriya | 0–1  | –      | 0–1      |
| 2016      | AFC Cup                  | Grupo A              | Al-Wehdat           | 0–0  | 1–1    | 4° Lugar |
| 2016      | AFC Cup                  | Grupo A              | Al-Ahed SC          | 2–0  | 0–3    | 4° Lugar |
| 2016      | AFC Cup                  | Grupo A              | Hidd                | 1–2  | 1–1    | 4° Lugar |
| 2017      | AFC Cup                  | Grupo D              | Istiklol            | 1–1  | 0–1    | 2° Lugar |
| 2017      | AFC Cup                  | Grupo D              | Alay                | 4–1  | 2–1    | 2° Lugar |
| 2017      | AFC Cup                  | Grupo D              | Dordoi Bishkek      | 3–0  | 2–0    | 2° Lugar |
| 2018      | AFC Cup                  | Grupo D              | Istiklol            | 2–2  | 3–2    | 1° Lugar |
| 2018      | AFC Cup                  | Grupo D              | Alay Osh            | 5–0  | 6–3    | 1° Lugar |
| 2018      | AFC Cup                  | Grupo D              | Ahal                | 1–0  | 0–0    | 1° Lugar |
| 2018      | AFC Cup                  | Semifinal Interzonal | Bengaluru           | 2–0  | 3–2    | 5–2      |
| 2018      | AFC Cup                  | Final Interzonal     | April 25            | 1–1  | 2–2    | 3–3      |
| 2018      | AFC Cup                  | Final                | Al-Quwa Al-Jawiya   | –    | 0–2    | 0–2      |
| 2019      | AFC Cup                  | Grupo D              | Istiklol            | 1–1  | 1–1    | 1° Lugar |
| 2019      | AFC Cup                  | Grupo D              | Dordoi              | 3–1  | 1–1    | 1° Lugar |
| 2019      | AFC Cup                  | Grupo D              | Khujand             | 1–0  | 0–0    | 1° Lugar |
| 2019      | AFC Cup                  | Semifinal Interzonal | Hanoi FC            | 2–2  | 2–3    | 4-5      |
| 2020      | AFC Cup                  | Grupo D              | Dordoi Bishkek      |      |        | -        |
| 2020      | AFC Cup                  | Grupo D              | Khujand             |      |        | -        |
| 2020      | AFC Cup                  | Grupo D              | Istiklol            |      |        | -        |
| 2022      | AFC Cup                  | Grupo E              | Neftchi Kochkor-Ata | 1–0  | 1–0    | 2° Lugar |
| 2022      | AFC Cup                  | Grupo E              | CSKA Pamir Dushanbe | 1–1  | 1–1    | 2° Lugar |
| 2022      | AFC Cup                  | Grupo E              | Sogdiana Jizzakh    | 1–3  | 1–3    | 2° Lugar |
| 2023–24   | AFC Cup                  | Grupo E              | Abdish-Ata Kant     | 2–4  | 0–3    | 2° Lugar |
| 2023–24   | AFC Cup                  | Grupo E              | Ravshan Kulob       | 1–1  | 0–1    | 2° Lugar |
| 2023–24   | AFC Cup                  | Grupo E              | Merw Mary           | 1–0  | 1–2    | 2° Lugar |
| 2024–25   | AFC Champions League Two | Ronda preliminar     | East Bengal         | –    | 3–2    | 3–2      |
| 2024–25   | AFC Champions League Two | Grupo B              | Al-Quwa Al-Jawiya   | 0–2  | 1–2    | 4° Lugar |
| 2024–25   | AFC Champions League Two | Grupo B              | Al-Khaldiya         | 0–1  | 0–4    | 4° Lugar |
| 2024–25   | AFC Champions League Two | Grupo B              | Al-Taawoun          | 0–4  | 1–2    | 4° Lugar |